# Marie Delarbre
Marie Delarbre (* 22. Januar 1994 in Aalen) ist eine deutsche Eishockeyspielerin, die seit Juli 2023 erneut für den ERC Ingolstadt in der Fraueneishockey-Bundesliga spielt.

## Karriere
Marie Delarbre wuchs zweisprachig (französisch und deutsch) auf. Sie begann ihre Eishockeykarriere im Alter von sechs Jahren beim EV Füssen, für den sie bis 2012 in der Schüler-Bundesliga spielte. Parallel dazu begann sie 2007, im Alter von nur 13 Jahren, für den ECDC Memmingen in der Fraueneishockey-Bundesliga zu spielen.
Marie Delarbre nahm im Juniorenbereich an den U18-Weltmeisterschaften 2010, 2011 und 2012 teil. Beim Turnier 2012 war sie mit acht Scorerpunkten Topscorerin des deutschen Teams (zusammen mit Kerstin Spielberger).
2011 schaffte sie als jüngstes Mitglied der Frauennationalmannschaft den Aufstieg in die Top-Division bei der Weltmeisterschaft der Division I. Bei der Weltmeisterschaft 2013 erreichte sie mit dem Nationalteam den fünften Platz.
Ab 2012 studierte sie an der University of Minnesota Duluth und spielte parallel für die Bulldogs, das Eishockeyteam der Universität, in der Western Collegiate Hockey Association. 2014 wechselte sie für das Bachelorstudium in Sport-Management an das Merrimack College. Während der Saison 2014/15 spielte sie kein College-Eishockey aufgrund der Wechselregularien der NCAA. Zu Beginn der Saison 2015/16 wurde sie zur (ersten) Kapitänin der Merrimack Warriors ernannt.
Nach dem Bachelor-Abschluss 2016 verbrachte sie ein weiteres Jahr in Nordamerika für ihr Masterstudium. 2017 kehrte sie zum ECDC Memmingen zurück. In den Jahren 2018 und 2019 gewann sie mit den Indians jeweils die Deutscher Meister. Im Juni 2020 entschied sich Delarbre für einen Wechsel zum ERC Ingolstadt, mit dem sie 2022 die deutsche Meisterschaft gewann. Zwischen 2017 und 2022 war sie zudem Sportsoldatin der Sportfördergruppe der Bundeswehr.
Zusammen mit Tanja und Nicola Eisenschmid entschied sie sich anschließend, vom ERCI zu Djurgårdens IF in die schwedische SDHL zu wechseln. Ein Jahr später kehrte sie zum ERCI zurück, da sie in München beruflich heimisch wurde.

## Erfolge und Auszeichnungen
- 2011 Aufstieg in die Top-Division bei der Weltmeisterschaft der Division I
- 2016 Aufstieg in die Top-Division bei der Weltmeisterschaft der Division I
- 2018 Deutscher Meister mit dem ECDC Memmingen
- 2018 Gewinn des DEB-Pokals mit dem ECDC Memmingen
- 2019 Deutscher Meister mit dem ECDC Memmingen
- 2022 Deutscher Meister mit dem ERC Ingolstadt

## Karrierestatistik
(Legende zur Spielerstatistik: Sp oder GP = absolvierte Spiele; T oder G = erzielte Tore; V oder A = erzielte Assists; Pkt oder Pts = erzielte Scorerpunkte; SM oder PIM = erhaltene Strafminuten; +/− = Plus/Minus-Bilanz; PP = erzielte Überzahltore; SH = erzielte Unterzahltore; GW = erzielte Siegtore; 1 Play-downs/Relegation; Kursiv: Statistik nicht vollständig)